# Wahlkreis Saale-Orla-Kreis II
Der Wahlkreis Saale-Orla-Kreis II (Wahlkreis 34) ist ein Landtagswahlkreis in Thüringen.
Er umfasst vom Saale-Orla-Kreis die Gemeinden Bodelwitz, Döbritz, Dreitzsch, Eßbach, Geroda, Gertewitz, Gössitz, Grobengereuth, Keila, Kospoda, Krölpa, Langenorla, Lausnitz bei Neustadt an der Orla, Lemnitz, Linda b. Neustadt an der Orla, Miesitz, Mittelpöllnitz, Moxa, Neustadt an der Orla, Nimritz, Oberoppurg, Oppurg, Paska, Peuschen, Pößneck, Quaschwitz, Ranis, Rosendorf, Schleiz (nur der Ortsteil Crispendorf), Schmieritz, Schmorda, Schöndorf, Seisla, Solkwitz, Tömmelsdorf, Triptis, Weira, Wernburg, Wilhelmsdorf und Ziegenrück.

## Landtagswahl 2024
Zur Landtagswahl in Thüringen am 1. September 2024 treten folgenden Direktkandidaten an: Ringo Mühlmann gewann als Direktkandidat.
| Gegenstand der Nachweisung  | Gegenstand der Nachweisung | Erst- stimmen | Erst- stimmen | Zweit- stimmen | Zweit- stimmen |
| Bewerber                    | Partei                     | Anzahl        | %             | Anzahl         | %              |
| --------------------------- | -------------------------- | ------------- | ------------- | -------------- | -------------- |
| Wahlberechtigte             | Wahlberechtigte            | 31.639        | 31.639        | 31.639         | 31.639         |
| Wähler                      | Wähler                     | 23.669        | 23.669        | 23.669         | 74,8           |
| Ungültige Stimmen           | Ungültige Stimmen          | 338           | 1,4           | 162            | 0,7            |
| Gültige Stimmen             | Gültige Stimmen            | 23.331        | 98,6          | 23.507         | 99,3           |
| davon                       |                            |               |               |                |                |
| Anastasia-Geuneviéve Rahaus | DIE LINKE                  | 2.522         | 10,8          | 2.487          | 10,6           |
| Ringo Mühlmann              | AfD                        | 10.402        | 44,6          | 9.456          | 40,2           |
| Fred Nimczick               | CDU                        | 7.752         | 33,2          | 5.542          | 23,6           |
| Anja Großmann               | SPD                        | 1.207         | 5,2           | 895            | 3,8            |
| Karoline Jobst              | GRÜNE                      | 319           | 1,4           | 353            | 1,5            |
| Martin Mehlhos              | FDP                        | 597           | 2,6           | 268            | 1,1            |
|                             | TIERSCHUTZ hier!           |               |               | 223            | 0,9            |
|                             | ÖDP / Familie ..           | 31            | 0,1           |                |                |
|                             | PIRATEN                    | 49            | 0,2           |                |                |
|                             | MLPD                       | 31            | 0,1           |                |                |
|                             | BÜNDNIS DEUTSCHLAND        | 93            | 0,4           |                |                |
|                             | BSW                        | 3.570         | 15,2          |                |                |
|                             | FAMILIE                    | 110           | 0,5           |                |                |
|                             | FREIE WÄHLER               | 187           | 0,8           |                |                |
|                             | WU                         | 187           | 0,8           |                |                |
| Dennis Kämmerle             | UBV                        | 532           | 2,3           |                |                |

## Landtagswahl 2019
Die Landtagswahl in Thüringen 2019 erbrachte folgendes Wahlkreisergebnis:
| Direktkandidat         | Partei                      | Wahlkreisstimmen in % | Landesstimmen in % |
| ---------------------- | --------------------------- | --------------------- | ------------------ |
| Christian Herrgott     | CDU                         | 32,5                  | 21,1               |
| Philipp Gliesing       | DIE LINKE                   | 23,8                  | 31,3               |
| Oskar Helmerich        | SPD                         | 6,0                   | 6,0                |
| Heiko Bergner          | AfD                         | 29,0                  | 28,4               |
| Anne Rech              | GRÜNE                       | 4,2                   | 2,9                |
| –                      | NPD                         | –                     | 0,4                |
| Petra Philipp-Dittrich | FDP                         | 4,5                   | 4,9                |
| –                      | PIRATEN                     | –                     | 0,3                |
| –                      | Die PARTEI                  | –                     | 1,0                |
| –                      | KPD                         | –                     | 0,1                |
| –                      | TIERSCHUTZ hier!            | –                     | 1,2                |
| –                      | BGE                         | –                     | 0,2                |
| –                      | DIE DIREKTE!                | –                     | 0,2                |
| –                      | Blaue #Team Petry Thüringen | –                     | 0,1                |
| –                      | Graue Panther               | –                     | 0,5                |
| –                      | MLPD                        | –                     | 0,3                |
| –                      | ÖDP                         | –                     | 0,4                |
| –                      | Gesundheitsforschung        | –                     | 0,5                |

## Landtagswahl 2014
Die Landtagswahl in Thüringen 2014 erbrachte folgendes Wahlkreisergebnis:
| Name                              | Partei    | Anteil der Erststimmen |
| --------------------------------- | --------- | ---------------------- |
| Christian Herrgott                | CDU       | 39,8 %                 |
| Philipp Gliesing                  | DIE LINKE | 31,9 %                 |
| Frank Roßner                      | SPD       | 16,7 %                 |
| Kay Haller                        | NPD       | 6,0 %                  |
| Johannes Brink                    | GRÜNE     | 5,5 %                  |
| Wahlberechtigte: 34.666 Einwohner |           |                        |
| Wahlbeteiligung: 53,3 %           |           |                        |

## Landtagswahl 2009
Bei der Landtagswahl in Thüringen 2009 traten folgende Kandidaten an:
| Name                              | Partei    | Anteil der Erststimmen |
| --------------------------------- | --------- | ---------------------- |
| Gottfried Schugens                | CDU       | 28,4 %                 |
| Heidrun Sedlacik                  | Die Linke | 30,1 %                 |
| Dagmar Künast                     | SPD       | 22,3 %                 |
| Alf-Heinz Borchardt               | FDP       | 14,0 %                 |
| Peter Nürnberger                  | NPD       | 5,3 %                  |
| Wahlberechtigte: 37.097 Einwohner |           |                        |
| Wahlbeteiligung: 56,6 %           |           |                        |

## Landtagswahl 2004
Bei der Landtagswahl in Thüringen 2004 traten folgende Kandidaten an:
| Name                              | Partei | Anteil der Erststimmen |
| --------------------------------- | ------ | ---------------------- |
| Gottfried Schugens                | CDU    | 41,5 %                 |
| Thomas Hofmann                    | PDS    | 29,4 %                 |
| Dagmar Künast                     | SPD    | 22,5 %                 |
| Monika Haseküster                 | FDP    | 4,3 %                  |
| Constanze Truschzinski            | contru | 2,4 %                  |
| Wahlberechtigte: 38.644 Einwohner |        |                        |
| Wahlbeteiligung: 54,1 %           |        |                        |

## Landtagswahl 1999
Bei der Landtagswahl in Thüringen 1999 traten folgende Kandidaten an:
| Name                              | Partei | Anteil der Erststimmen |
| --------------------------------- | ------ | ---------------------- |
| Gottfried Schugens                | CDU    | 46,9 %                 |
| Dagmar Künast                     | SPD    | 26,3 %                 |
| Thomas Hofmann                    | PDS    | 18,7 %                 |
| Bernd Pomper                      | REP    | 2,4 %                  |
| Wolfgang Kleindienst              | VIBT   | 5,7 %                  |
| Wahlberechtigte: 39.160 Einwohner |        |                        |
| Wahlbeteiligung: 59,5 %           |        |                        |

## Bisherige Abgeordnete
Direkt gewählte Abgeordnete des Wahlkreises Saale-Orla-Kreis II waren:
| Jahr | Name               | Partei    | Anteil der Erststimmen |
| ---- | ------------------ | --------- | ---------------------- |
| 2019 | Christian Herrgott | CDU       | 32,5 %                 |
| 2014 | Christian Herrgott | CDU       | 39,8 %                 |
| 2009 | Heidrun Sedlacik   | Die Linke | 30,1 %                 |
| 2004 | Gottfried Schugens | CDU       | 41,5 %                 |
| 1999 | Gottfried Schugens | CDU       | 46,9 %                 |
| 1994 | Gottfried Schugens | CDU       | 42,7 %                 |